# Petrovo uho
Petrovo uho (lat. Haliotis), rod priobalnih morskih puževa prednjoškržnjaka plosnate kućice, s nizom rupica na hrptu i sedefnim slojem iznutra.
Ovaj rod raširen je širom svijeta osim uz obalu Južne Amerike i istočne obale SAD-a. Na pacifičkoj obali SAD-a gdje je poznat kao školjka abalone, bio je na cijeni kao ukras za nakit kod tamošnjih indijanskih plemena Sjeverozapadne obale.
U Jadranu živi H. tuberculata lamellosa poznata jednostavno kao petrovo uho ili puzlatka. U zemljama Azije važi kao afrodizijak

## Vrste
1. Haliotis alfredensis Bartsch, 1915
2. Haliotis arabiensis Owen, Regter & Van Laethem, 2016
3. Haliotis asinina Linnaeus, 1758
4. Haliotis australis Gmelin, 1791
5. Haliotis brazieri Angas, 1869
6. Haliotis clathrata Reeve, 1846
7. Haliotis coccoradiata Reeve, 1846
8. Haliotis corrugata W. Wood, 1828
9. Haliotis cracherodii Leach, 1814
10. Haliotis cyclobates Péron & Lesueur, 1816
11. Haliotis dalli Henderson, 1915
12. Haliotis discus Reeve, 1846
13. Haliotis dissona (Iredale, 1929)
14. Haliotis diversicolor Reeve, 1846
15. Haliotis dringii Reeve, 1846
16. Haliotis drogini Owen & Reitz, 2012
17. Haliotis elegans Koch in Philippi, 1844
18. Haliotis fatui Geiger, 1999
19. Haliotis fulgens Philippi, 1845
20. Haliotis geigeri Owen, 2014
21. Haliotis gigantea Gmelin, 1791
22. Haliotis glabra Gmelin, 1791
23. Haliotis iris Gmelin, 1791
24. Haliotis jacnensis Reeve, 1846
25. Haliotis kamtschatkana Jonas, 1845
26. Haliotis laevigata Donovan, 1808
27. Haliotis madaka (Habe, 1977)
28. Haliotis mariae W. Wood, 1828
29. Haliotis marmorata Linnaeus, 1758
30. Haliotis melculus (Iredale, 1927)
31. Haliotis midae Linnaeus, 1758
32. Haliotis mykonosensis Owen, Hanavan & Hall, 2001
33. Haliotis ovina Gmelin, 1791
34. Haliotis papulata Reeve, 1846
35. Haliotis parva Linnaeus, 1758
36. Haliotis planata G. B. Sowerby II, 1882
37. Haliotis pourtalesii Dall, 1881
38. Haliotis pulcherrima Gmelin, 1791
39. Haliotis queketti E. A. Smith, 1910
40. Haliotis roei Gray, 1826
41. Haliotis rubiginosa Reeve, 1846
42. Haliotis rubra Leach, 1814
43. Haliotis rufescens Swainson, 1822
44. Haliotis rugosa Lamarck, 1822
45. Haliotis scalaris (Leach, 1814)
46. Haliotis semiplicata Menke, 1843
47. Haliotis sorenseni Bartsch, 1940
48. Haliotis spadicea Donovan, 1808
49. Haliotis squamosa Gray, 1826
50. Haliotis stomatiaeformis Reeve, 1846
51. Haliotis supertexta Lischke, 1870
52. Haliotis tuberculata Linnaeus, 1758
53. Haliotis unilateralis Lamarck, 1822
54. Haliotis varia Linnaeus, 1758
55. Haliotis virginea Gmelin, 1791
56. Haliotis walallensis Stearns, 1899